# Боратин (Львовская область)
Бора́тин (укр. Бора́тин) — село в Бродовской городской общине Золочевского района Львовской области Украины.
Расположено в 20 км к западу от Подкаменя, на границе Львовской и Волынской областей.

## История
С 1918 по 1939 село входило в Тарнопольское воеводство Польши.
Село известно как место базирования и активных действий УПА в 1943—1950 г.г. Бытует афоризм: «Боратин-Черница — бандеровская столица».
В 1944 году в этой местности велись активные боевые действия с участием РККА, дивизии СС «Галичина» и УПА (см. Бродовский котёл). Здесь в бою с отрядом УПА погиб советский разведчик Николай Кузнецов, которому до 1990-х годов в селе стоял памятник.